# 宮松利博
宮松 利博（みやまつ としひろ、生年不詳 - 2024年7月27日）は、日本の実業家、ECコンサルタント。株式会社ISSUN（イッスン）創業者・代表取締役。Eコマース黎明期から多くのEC事業の立ち上げと成長支援に関与した。

## 経歴
出典: 
1993年、独自開発の顧客管理システムで営業業績を伸ばし、1997年に同システムを売却。1998年にはフリーウェアをWeb公開し、アクセス解析ツールを開発。2000年より自社製品のEC販売に乗り出し、初年度で月商1億円を達成したとされる。
2003年には、実店舗を起点にしたEC事業を再構築し、年商20億円規模に成長させた。2006年、企業の株式上場とともに保有株を売却し、海外視察を経て2011年に株式会社ISSUNを創業。

### 活動
JECCICA（一般社団法人ジャパンEコマースコンサルタント協会）参事・講師を務める傍ら、2017年にはJASEC（日本イーコマース学会）の設立メンバーの一人として活動を開始した。

### 死去
2024年7月27日、死去。享年不明。